# 아모텍
주식회사 아모텍(Amotech)은 대한민국의 전자부품 기업이다.

## 역사 및 현황
1994년 10월 20일에 아모스로 설립 이후 아멕스를 흡수하고 현재의 상호로 변경하였으며 2003년 상장하였다.